# Waterfront Station
Het Waterfront Station is een van de belangrijkste spoorwegknooppunten van de Canadese stad Vancouver. De SeaBus (naar Noord-Vancouver), SkyTrain (de metro) en de West Coast Express eindigen bij het Waterfront Station. Het ligt midden in het centrum van Vancouver, naast Canada Place en het oorspronkelijke centrum Gastown.

## Geschiedenis
In 1910 werd het Waterfront Station door de Canadian Pacific Railway gebouwd als westelijk eindstation van de Pacifische spoorlijn. Dit bleef zo totdat VIA Rail de exploitatierechten in 1978 in handen kreeg en de eindhalte verhuisde naar Pacific Central Station, dat meer oostelijk gelegen is, aan de False Creek.
In 1977 vertrok de eerste SeaBus vanaf de achterkant van het Waterfront Station. Acht jaar later zou ook de Expo Line worden geopend, die gedeeltelijk gebruik zou gaan maken van de nog overgebleven treinsporen. Pas in 1995 kreeg het station ook haar functie als treinstation terug, toen begon de West Coast Express haar diensten. Sinds 2002 is er een extra SkyTrain-dienst bijgekomen, namelijk de Millennium Line. Op 17 augustus 2009 opende de Canada Line, waardoor de internationale luchthaven in 25 minuten bereikbaar was vanuit het centrum, evenals Richmond. De sporen van die metrolijn zijn echter gescheiden en liggen ondergronds.